# Georgetown (Distretto di Columbia)

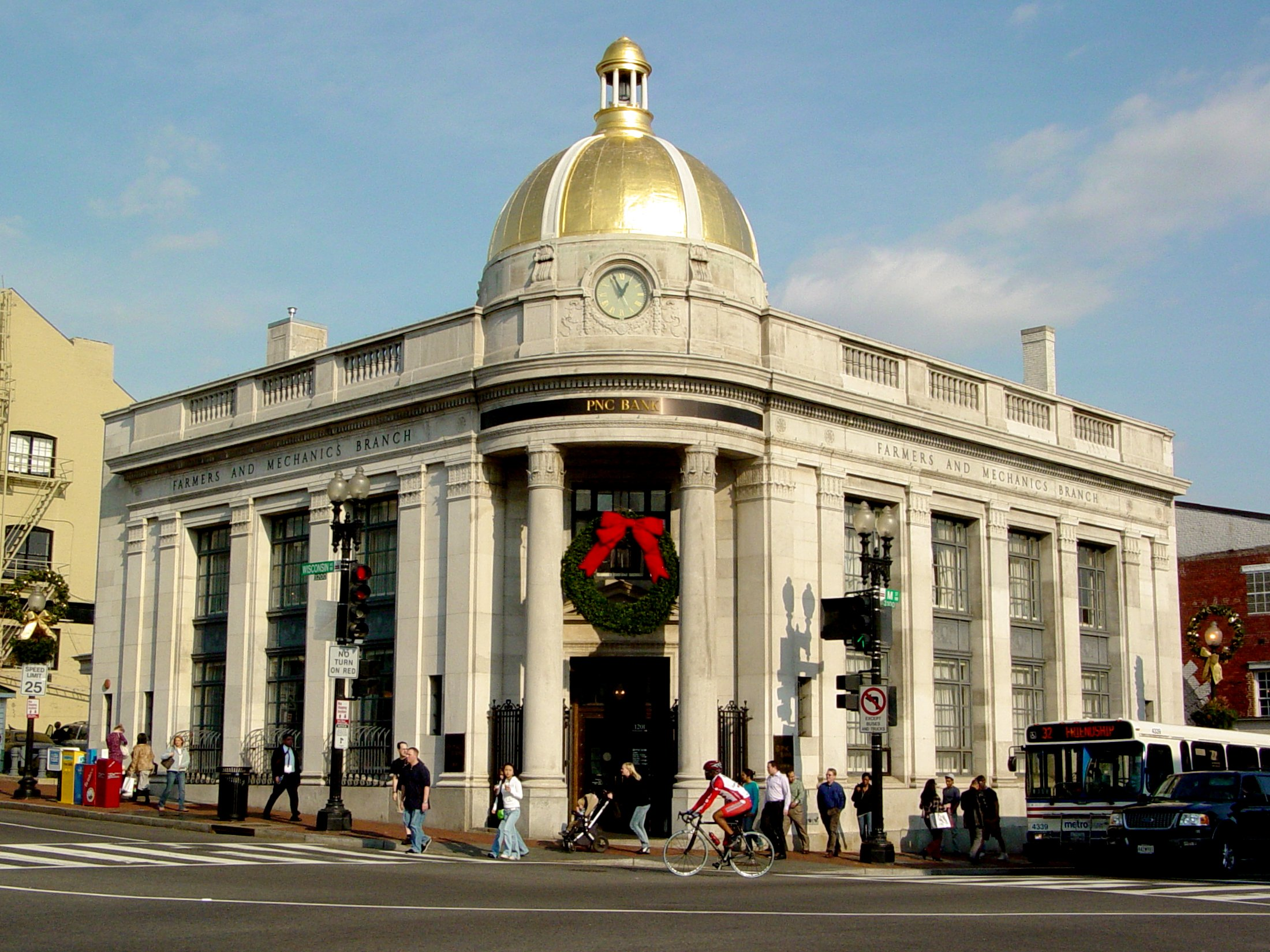
Banca PNC all'incrocio di M Street e Wisconsin Avenue, nel settore nord-ovest di Washington.

Georgetown è un quartiere storico della capitale statunitense di Washington. Costituisce un distretto storico commerciale e d'intrattenimento nella zona nord-ovest della capitale, sito lungo il fiume Potomac. Fondato nel 1751 nell'allora provincia del Maryland, il porto di Georgetown precedette di circa 40 anni la costituzione del Distretto Federale di Columbia  e della città di Washington. Georgetown rimase una municipalità separata fino al 1871, quando il Congresso creò un governo unico per l'intero distretto. Una legge specifica del 1895 riformò le ordinanze locali e rinominò le vie e strade di Georgetown per uniformarle ai criteri di quelle di Washington.
I corridoi commerciali principali di  Georgetown si trovano all'incrocio di Wisconsin Avenue e M Street, che contengono negozi di elevato livello, bar, ristoranti e il centro commerciale noto come Georgetown Park, così come i ristoranti sul fiume del Porto di Washington in K Street, fra la 30° e la 31° strada.
Georgetown è sede del campus universitario dell'Università di Georgetown e di numerosi altri edifici storici, quali il Volta Bureau e la Old Stone House, l'edificio più antico mai modificato di Washington. Georgetown ospita inoltre numerose ambasciate estere fra le quali quelle del Camerun, della Francia, dell'Islanda, del Kosovo, del Liechtenstein, della Mongolia, della Svezia, della Thailandia, dell'Ucraina e del Venezuela.